# 7сюр7
7сюр7 (Сет-сюр-сет) (фр. 7sur7) — телеканал (Бельгія). 